# Tachina calliphon
Tachina calliphon là một loài ruồi trong họ Tachinidae.